# Rudolf Barxai
Rudolf Borissovitx Barxai (en rus: Рудольф Борисович Баршай, 28 de setembre de 1924 - 2 de novembre de 2010) fou un director d'orquestra i violista soviètic.

## Biografia
Barxai va néixer el 28 de setembre de 1924 a Labinskaya, actual Labinsk, Stanitsa, en l'actual krai de Krasnodar, al nord de Geòrgia. Després de completar un curs d'escola de música de set anys en dos anys, va ingressar al Conservatori de Moscou i va estudiar violí primer amb Abram Iampolski i després amb Lev Tseitlin i viola amb Vadim Borissovski. Va actuar com a solista amb Sviatoslav Richter i David Óistrakh i com a membre d'un trio amb Mstislav Rostropóvitx i Leonid Kógan. Durant la seva carrera, Barxai va guanyar nombroses competicions soviètiques i internacionals i va ser el violista fundador del Quartet Borodin el 1945, on va romandre membre fins al 1953. Posteriorment va estudiar direcció amb Ilya Musin al Conservatori de Leningrad.
El 1955, Barxai va fundar l'Orquestra de Cambra de Moscou, que va dirigir fins que va emigrar a Occident el 1977. Va ser director artístic de l'Orquestra de Cambra d'Israel des de 1978 fins a 1981. Des de 1981 fins a 1982, Barxai va ser director principal de l'Orquestra Simfònica de Vancouver i director d'orquestra convidat principal de l'Orchestre National de France, de 1985 a 1986. També va ser el principal director de l'Orquestra Simfònica de Bournemouth del 1982 al 1988, així com el director convidat permanent en moltes orquestres d'Europa, Canadà, Estats Units, Taiwan i el Japó. Barxai va residir a Suïssa fins a la seva mort el 2010.
La primera esposa de Barxai va ser Nina Barxai (1947-1953), que es va convertir en la segona violinista del Quartet Borodin. Van tenir un fill, Lev Barxai (1946-2014). El 1954, Barxai es va casar amb Anna Martinson (1954-1963), pintora i dissenyadora de vestits russa i filla del còmic soviètic Sergey Martinson. Junts van tenir un fill, Walter Barxai, nascut el 1955. La parella es va divorciar el 1963 i, el 1968, Barxai es va casar amb la traductora japonesa Teruko Soda (1968-1974). Van tenir un fill, Takeshi, que va néixer el 10 de gener de 1967. El 1980, Barxai es va casar amb la clavicembalista i organista Elena Raskova. Vivien a Suïssa prop de Basilea.
Una pel·lícula biogràfica sobre Barxai, The Note, va ser realitzada el 2010 per Oleg Dorman. El 2013, la història va ser presentada en el llibre The Note. El 2015, el segell anglès ICA CLASSICS va llançar un projecte memorial, el 20-CD A Tribute to Rudolf Barshai.

## Obra
Barxai va assolir la fama com a intèrpret musical i arranjador de la música de Xostakóvitx i Prokófiev. Va estrenar moltes obres de Mieczysław Weinberg. És particularment conegut pels seus arranjaments de quartets de corda de Xostakóvitx, sobretot el quartet de corda núm. 8, per a orquestra de cambra. El 2000, Barxai va produir una versió interpretativa de la Desena Simfonia de Mahler, que va quedar inacabada a la mort del compositor. També va gravar moltes obres de Xostakóvitx, entre les quals es trobava la lloada gravació de l'estrena mundial de la Catorzena simfonia del compositor. Molts dels seus enregistraments van obtenir aclamacions crítiques i van guanyar premis internacionals, inclosos:
- 1988 Gramophone Awards – Concert: Txaikovski, Concert per a piano núm. 2, Rudolf Barxai dirigint lA Bournemouth Symphony Orchestra; solo: Donohoe (EMI)
- 2003 Cannes Classical Music Award: Orchestral 20 Century: Shostakovich: Complete Symphonies; Barshai conducting WDR Symphony Orchestra Cologne (Brilliant Classics)
- 2003 Editor's Award (ClassicsToday.com): Record of the Year: Shostakovich: Complete Symphonies; Barshai (Brilliant Classics).